# Rodange
Pour l’article homonyme, voir Michel Rodange.
Rodange (en luxembourgeois : Réiden op der Kor  et en allemand : Rodingen) est une section de la commune luxembourgeoise de Pétange située dans le canton d'Esch-sur-Alzette.
La cité tire sa notoriété de l'industrie métallurgique ainsi que de celle de la vente de carburant et autres produits « moins chers ». On y parle le luxembourgeois bien que le français soit également fort utilisé par la proximité avec la Belgique et la France. L'afflux d'immigrants portugais a également amené la langue portugaise à être de plus en plus utilisée. Jusqu'à la fin du XIXe siècle, la langue endogène est le Lorrain.
Rodange possède la particularité d'être située le long de deux frontières luxembourgeoises : celle avec la Belgique et celle avec la France. Le tripoint transfrontalier se situe au sud-ouest de la cité, jouxtant Athus (province de Luxembourg, Belgique) et Mont-Saint-Martin (département de Meurthe-et-Moselle, France).

## Géographie

### Situation
Rodange est située à l'extrême sud-ouest du Grand-Duché de Luxembourg le long des frontières belge et française où se situe le tripoint Belgique-France-Luxembourg. Les villes frontalières créant ce tripoint sont Athus (Belgique) et Mont-Saint-Martin (France).
En tant que section de la commune de Pétange, Rodange fait partie de l'agglomération transfrontalière du pôle européen de développement.

### Géologie
Rodange est située au bout de la région des Terres Rouges qui tire son nom de la couleur de son sol. Elle jouxte également les cuestas de Lorraine qui forment la frontière entre la Belgique et la France.

## Histoire
Rodange fut, depuis le début, étroitement liée à la présence d'une ancienne forteresse celte, rénovée par les Romains vers -50, sur le site du Titelberg.
Avant la convention du 16 mai 1769, Rodange était un village du Barrois, rattaché au bailliage de Villers-la-Montagne.
Bien plus tard le village trouva son expansion grâce à la métallurgie et à la sidérurgie avec l'installation des premières grandes usines au XIXe siècle. Cependant cette activité, après avoir fait la richesse de bon nombre de localités environnantes, est actuellement en déclin dans toute la région.

## Démographie
Rodange compte 5 519 habitants en janvier 2013, soit 35,12 % de la population pétangeoise[réf. nécessaire].

## Économie

### La métallurgie

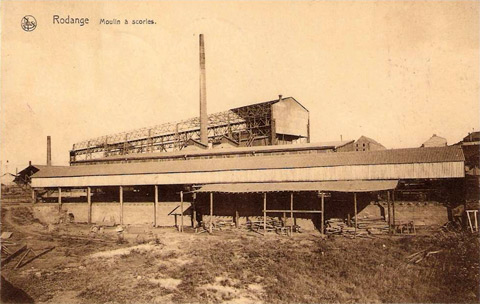
Le moulin à scories en 1913.

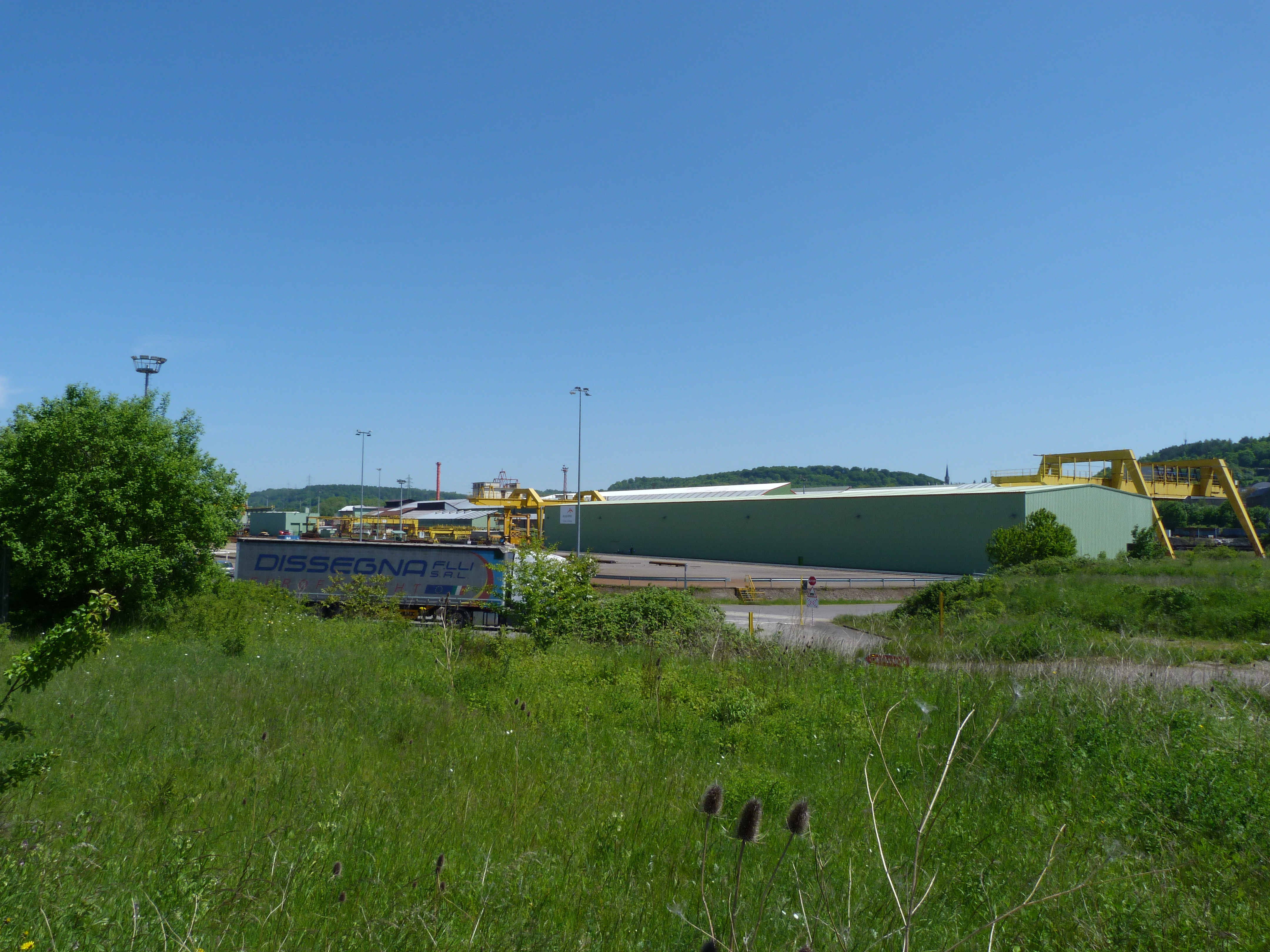
L'usine ArcelorMittal, toujours en activité.

À Rodange se situe l'une des deux usines métallurgiques luxembourgeoises du groupe Arcelor Mittal (l'autre se situant à Schifflange). L'immense complexe est l'un des rares vestiges de cette activité, autrefois florissante, dans la région. Cependant au vu de la crise de la sidérurgie dans le bassin lorrain, de nombreux doutes reviennent régulièrement quant à la survie de l'usine. En effet, la plupart des grandes usines de ce type ont fait faillite à la fin du XXe siècle, comme ce fut notamment le cas pour son ancienne sœur et associée : l'usine d'Athus.

### Le marché des carburants et autres
En raison des taxes plus basses sur le prix des carburants, alcools, tabacs etc. au Grand-Duché du Luxembourg, une économie locale s'est développée dans la vente de ces derniers. Ainsi donc une partie de la route de Longwy n'est dédiée qu'aux stations-service de diverses marques. On en compte plus d'une dizaine de part et d'autre de la rue, où viennent chaque jour faire le plein de nombreux usagers étrangers, principalement belges et français, mais également bon nombre de camions en transit ou provenant du Pôle européen de développement.
Les offres avantageuses des banques luxembourgeoises, notamment par rapport au secret bancaire, attirent également bon nombre d'étrangers désireux de profiter de ces services dans les différentes agences installées dans la cité.

### Le Pôle européen de développement
Rodange accueille l'un des 8 sites Seveso « seuil haut » du pays : l'usine Catalyst Recovery située sur la route de Longwy et spécialisée dans le traitement de catalyseurs industriels. L'usine est implantée à quelques mètres du tripoint transfrontalier Belgique-France-Luxembourg.

## Culture

### Le Train 1900

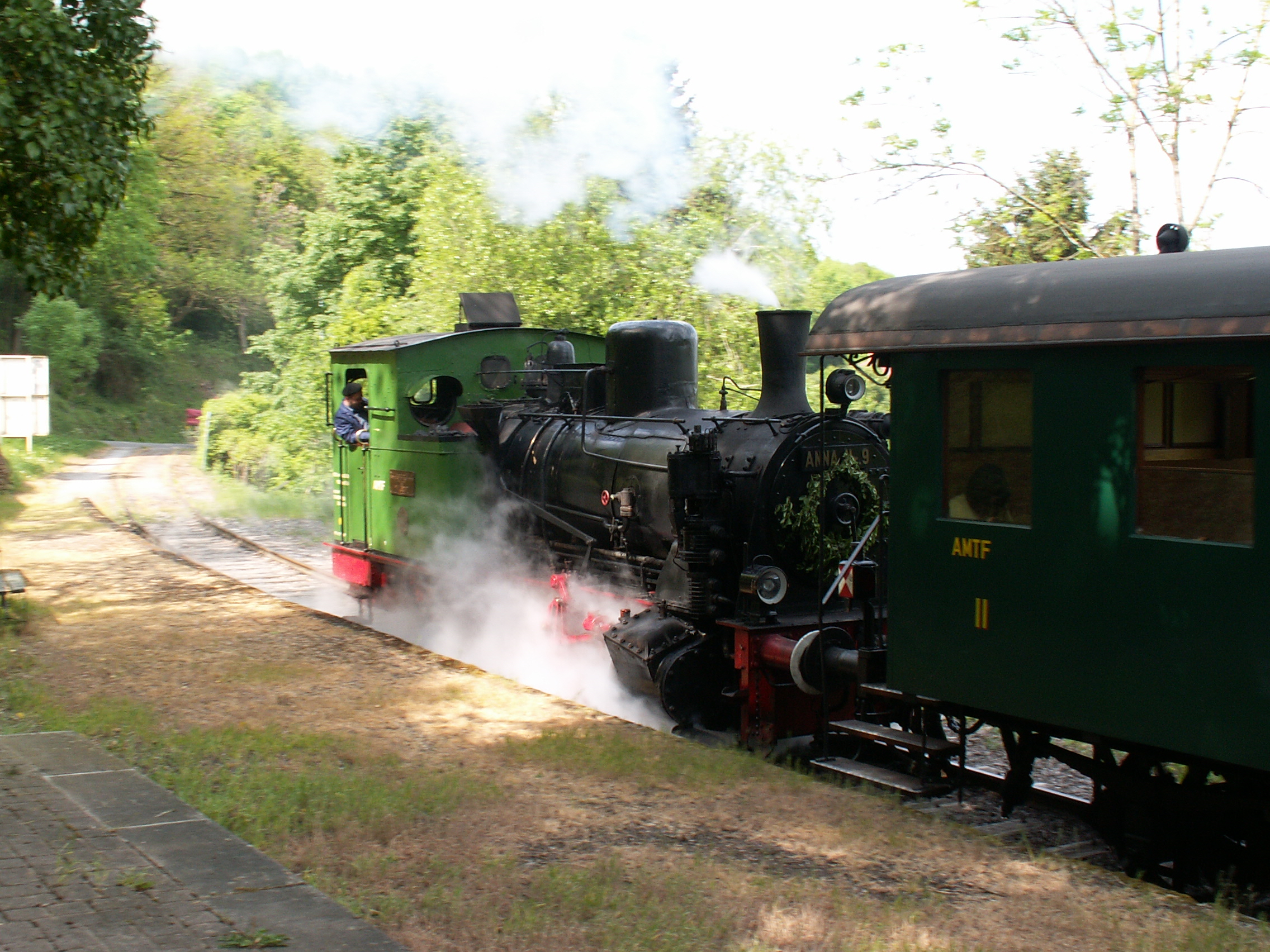
Le Train 1900.

Outre le site archéologique du Titelberg et celui du Fond-de-Gras, Rodange possède un train touristique appelé « Train 1900 » qui circule sur la ligne Pétange - Fond-de-Gras - Doihl.
Un autre train touristique circule également de Dhoil à Rodange via Fond-de-Gras : le Minièresbunn.

### Autres
Rodange est située non loin du petit village typique de Lasauvage.

## Cultes

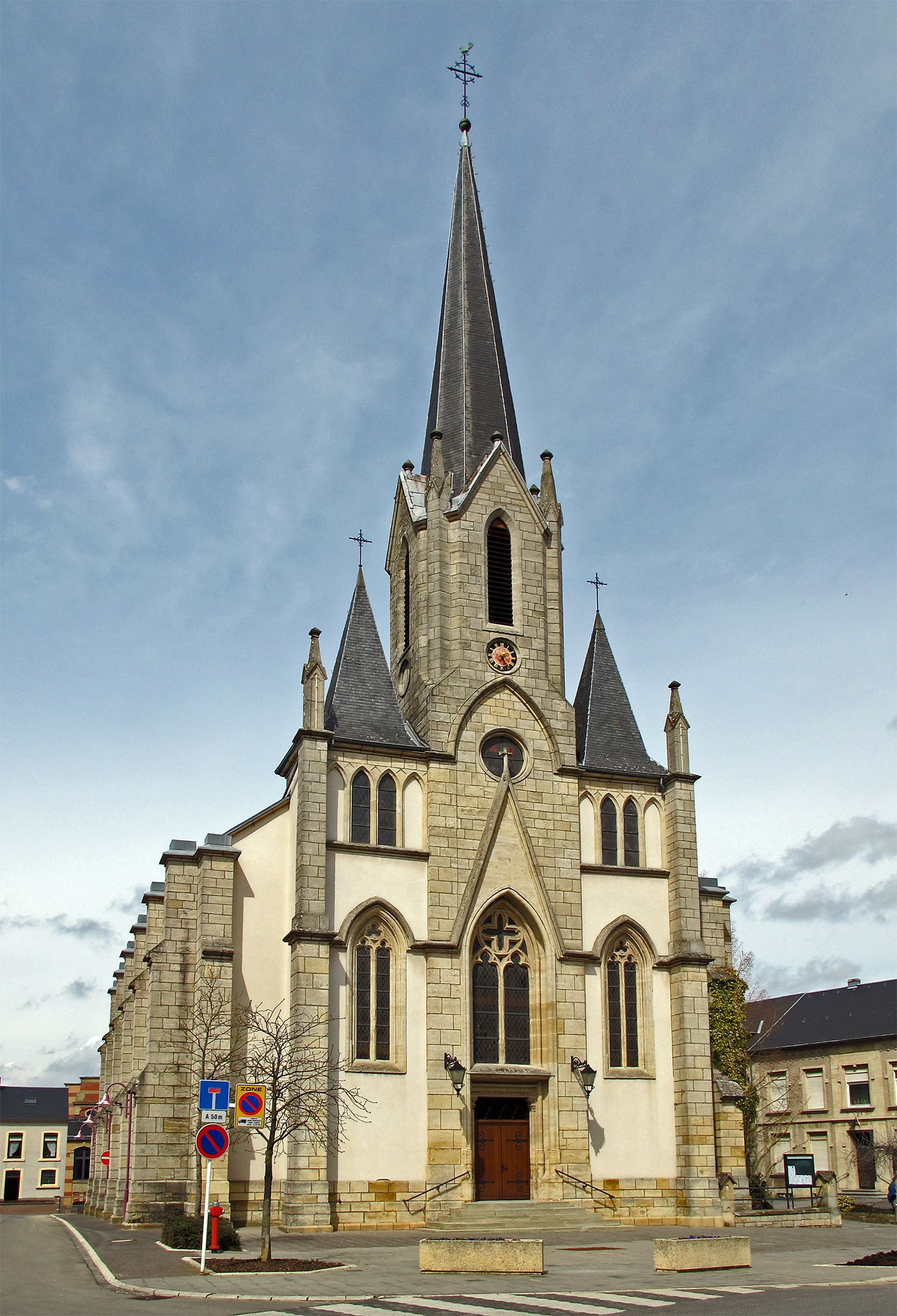
L'église Sainte-Amalberge.

La population rodangeoise est majoritairement catholique[réf. nécessaire]. L'église est dédiée à sainte Amalberge.

## Transports

### Réseau routier
Rodange est située le long de la RN 31 (l'avenue de l'Europe, appelée régulièrement « la Collectrice »), qui devient l'autoroute A13, la reliant à quatre voies à Differdange, Esch-sur-Alzette et Luxembourg-Ville.
Elle est également située non loin des nationales belges N88 (vers Athus et Virton) et N81, la reliant à la E411 d'un côté vers Arlon et Bruxelles et de l'autre vers Longwy et Metz.

### Réseau ferroviaire

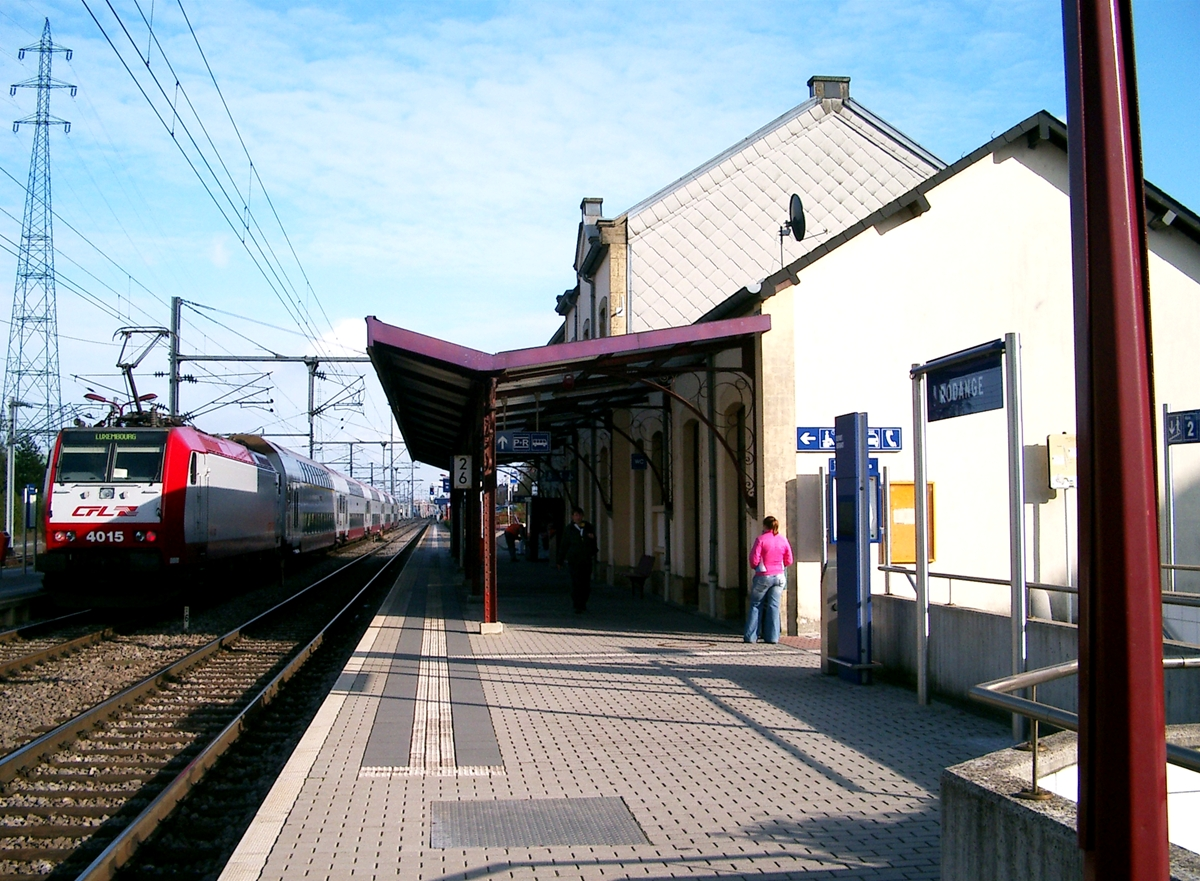
La gare de Rodange.

Rodange dispose d'une gare ferroviaire sur les lignes « 6 G », « 6 H » et « 6 I » du réseau luxembourgeois des chemins de fer.

## Sports
- Rodange dispose d'un complexe sportif appelé PIKO pour « Piscine Kordall »[7]. Il regroupe en fait une piscine à toit rétractable (ciel ouvert lorsqu'il fait bon, et sous toit lorsqu'il le fait moins), des terrains de football et un espace de détente autour de la piscine composé d'une plage d'herbe et de terrains de beach-volley.

- Le club de football s'appelle le FC Rodange 91.

## Personnalité
Michel Scheuer (1927-2015), kayakiste allemand, champion olympique et du monde, est né à Rodange.

## Galerie de photographies

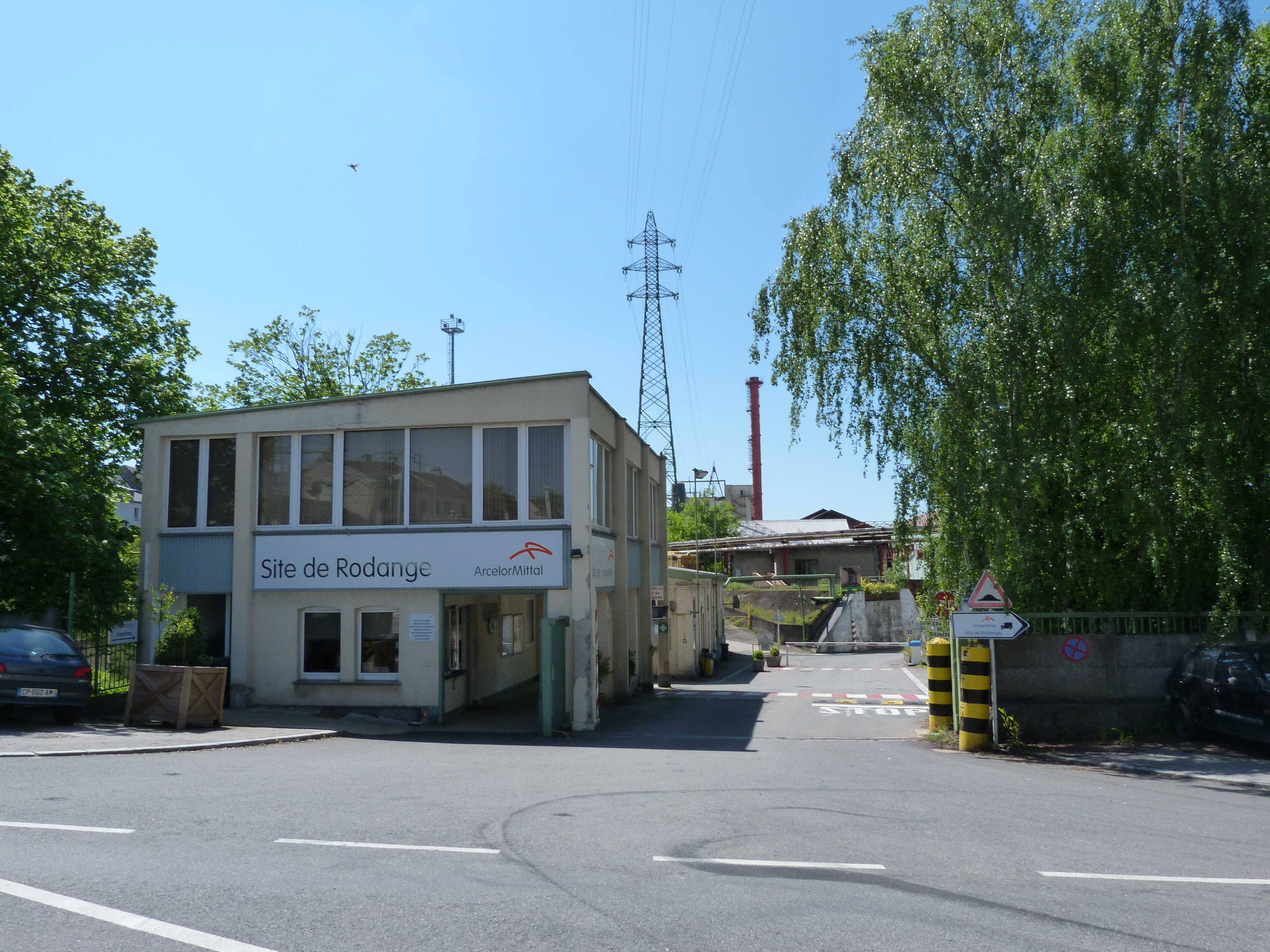
L'entrée de l'usine ArcelorMittal de Rodange.
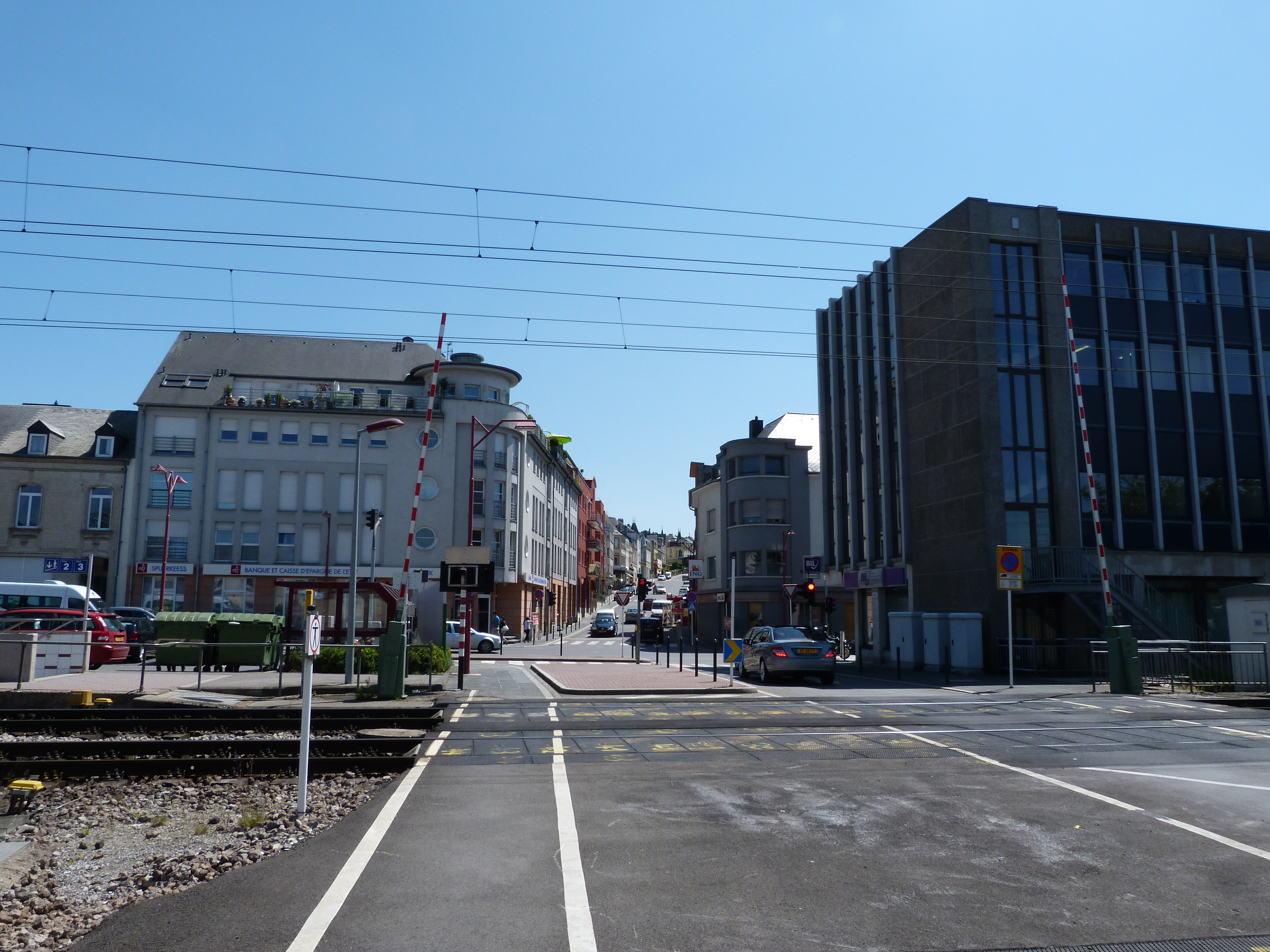
L'entrée dans Rodange depuis Athus.
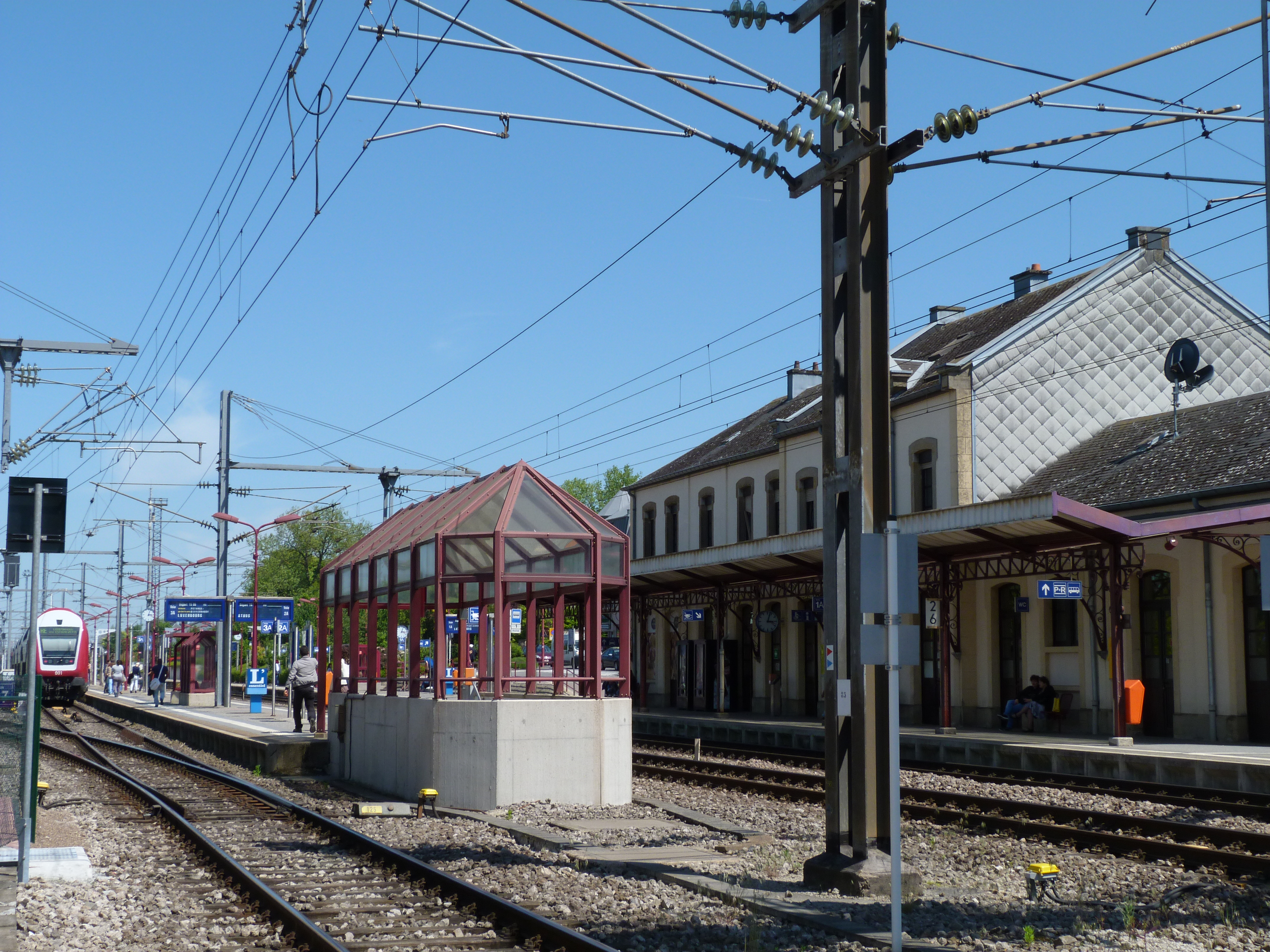
La gare vue des voies.